# قائمة القلاع في اسكتلندا

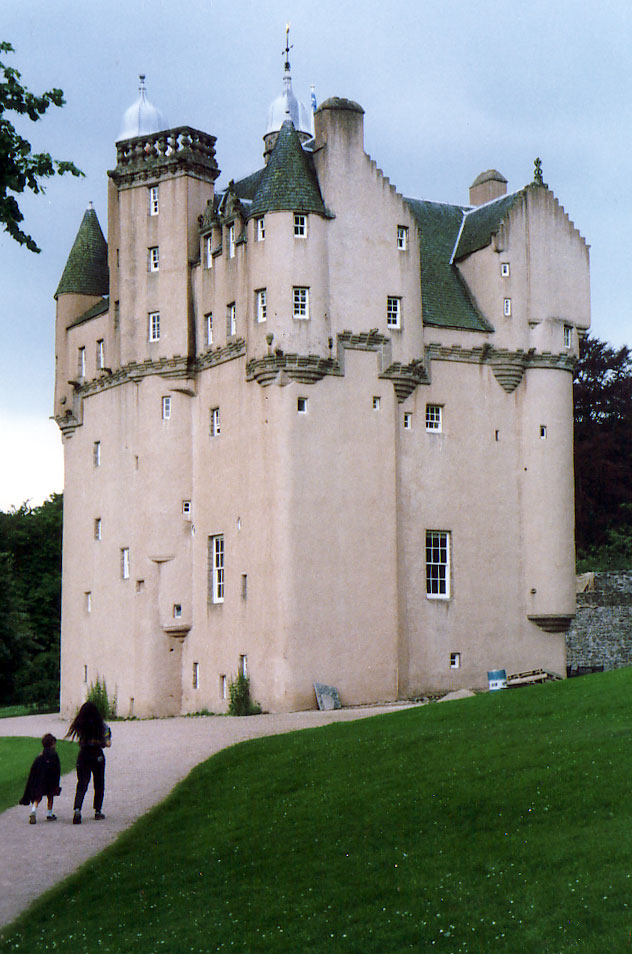
قلعة كريجيفار، أبردينشاير

هذه قائمة بالقلاع في اسكتلندا. القلعة هي نوع من الهياكل المحصنة التي بنيت بشكل أساسي خلال العصور الوسطى. يناقش العلماء نطاق كلمة "القلعة"، لكنهم يعتبرونها عادةً مقرًا خاصًا محصنًا لورد أو نبيل. هذا يختلف عن الحصن، الذي لم يكن منزلًا، على الرغم من أن هذا التمييز ليس مطلقًا وقد يكون لنفس البناء استخدامات مختلفة من وقت لآخر. تم تطبيق المصطلح بشكل شائع على هياكل متنوعة مثل حصون التلال والمنازل الريفية. على مدار ما يقرب من 900 عام التي تم فيها بناء القلاع، اتخذت أشكالًا كثيرة جدًا.
في اسكتلندا تضمنت التحصينات السابقة حصونًا على التلال وكتيبات ودونات. والعديد من القلاع كانت في موقع هذه المباني السابقة. تم بناء القلاع الأولى في اسكتلندا في القرنين الحادي عشر والثاني عشر، مع ظهور التأثير الأنجليزي النورماني.  تم استبدال هذه القلاع الكبيرة والبيلي بأول قلاع مبنية بالحجارة من حوالي عام 1200.  
بحلول أواخر القرن الرابع عشر، بدأت القلاع الكبيرة ذات الجدران الساترة تفسح المجال لمنازل أبراج أكثر تواضعًا - مساكن عمودية ذات دفاعات أقل قوة. استمر هذا النوع من المنازل الرأسية في الانتشار بين فئة ملاك الأراضي في اسكتلندا حتى أواخر القرن السابع عشر، عندما ظهرت العمارة الكلاسيكية لأول مرة في اسكتلندا. وفي الوقت نفسه، دفع تقدم المدفعية المهندسين العسكريين لابتكار تحصينات أقوى للمعاقل الملكية المهمة.
غالبًا ما كانت منازل الأبراج والقلاع يتم عمل أسقفًا مطلية وأعمال جبسية زخرفية في القرنين السادس عشر والسابع عشر، باستخدام أنماط وطنية مميزة. في أواخر القرن الثامن عشر، تم إحياء الأشكال الموجودة في العمارة الاسكتلندية في العصور الوسطى وتم تشييد منازل على طراز القلعة. لم يكن لهذه "القلاع" قدرة دفاعية، لكنها اعتمدت على الهندسة المعمارية العسكرية ومباني الأبراج لتفاصيلها الزخرفية. بلغ هذا الاتجاه المعماري ذروته في الطراز الباروني الاسكتلندي في القرن التاسع عشر.
كان هناك أكثر من ألفي قلعة في اسكتلندا، على الرغم من أن العديد منها معروف فقط من خلال السجلات التاريخية. توجد في جميع أنحاء البلاد على الرغم من أن منازل الأبراج وأبراج التقشير تتركز على طول الحدود مع إنجلترا، في حين أن أفضل الأمثلة على منازل الأبراج الأكبر في عصر النهضة تتجمع في الشمال الشرقي. هناك بعض النقاش حول ما إذا كان يمكن اعتبار القلاع الاسكتلندية قلاع "حقيقية"، على الرغم من أن هذه المناقشة تركز بشكل أساسي حول الآراء التي يتبناها بعض العلماء وفقًا للنطاق الدقيق لكلمة قلعة.

## قوائم القلاع بحسب المناطق
قوائم منطقة المجالس الفردية للحصول على تفاصيل حول القلاع في كل منطقة:
- قائمة القلاع في أبردين
- قائمة القلاع في أبردينشاير
- قائمة القلاع في انجوس
- قائمة القلاع في أرجيل وبوت
- قائمة القلاع في Clackmannanshire
- قائمة القلاع في دومفريز وغالاوي
- قائمة القلاع في دندي
- قائمة القلاع في شرق ايرشاير
- قائمة القلاع في شرق دونبارتونشاير
- قائمة القلاع في شرق لوثيان
- قائمة القلاع في شرق رينفروشاير
- قائمة القلاع في ادنبره
- قائمة القلاع في فالكيرك (منطقة المجلس)
- قائمة القلاع في فايف
- قائمة القلاع في غلاسكو
- قائمة القلاع في المرتفعات
- قائمة القلاع في Inverclyde
- قائمة القلاع في ميدلوثيان
- قائمة القلاع في موراي
- قائمة القلاع في شمال ايرشاير
- قائمة القلاع في شمال لاناركشاير
- قائمة القلاع في أوركني
- قائمة القلاع في أوتر هبريدس
- قائمة القلاع في بيرث وكينروس
- قائمة القلاع في رينفروشاير
- قائمة القلاع على الحدود الاسكتلندية
- قائمة القلاع في شتلاند
- قائمة القلاع في جنوب ايرشاير
- قائمة القلاع في جنوب لاناركشاير
- قائمة القلاع في "ستيرلنغ" (منطقة المجلس)
- قائمة القلاع في غرب دونبارتونشاير
- قائمة القلاع في لوثيان الغربية

## القلاع الخيالية
- قلعة McDuck، موطن شخصية ديزني الكرتونية العم دهب.
- الجزيرة السوداء، كوميدي من مغامرات تان تان يظهر قلعة مبنية على قلعة لوكرانزا.
- كما يضم فيلم Ghosts of Inverloch، وهو فيلم كوميدي من فاليريان كقلعة اسكتلندية.
- القلعة الخطرة، وهي رواية كتبها السير والتر سكوت، مستوحاة من قلعة دوغلاس.
- كتاب الوفيات القديمة، رواية للسير والتر سكوت، مستوحاة من قلعة كرايجنيثان كقلعة تيليتودلم.
- قلعة هوغوورتس، مدرسة السحر والشعوذة في روايات هاري بوتر.

## أنظر أيضا
- القلاع في اسكتلندا
- القلاع في المملكة المتحدة
- قائمة القلاع
- قائمة القلاع في إنجلترا
- قائمة القلاع في ويلز
- قائمة القلاع في أيرلندا الشمالية
- قائمة القلاع في جزيرة مان
- منازل تاريخية في اسكتلندا
- قائمة أسوار المدينة في اسكتلندا

## الملاحظات
1. ↑  Lindsay, Maurice (1986) The Castles of Scotland. Constable. (ردمك 0-09-473430-5) p.17
2. ↑  Lindsay, Maurice (1986) The Castles of Scotland. Constable. (ردمك 0-09-473430-5) p.20
3. ↑  MacGibbon, David; Ross, Thomas (1887) The castellated and domestic architecture of Scotland from the twelfth to the eighteenth century 5 vols.

## روابط خارجية
- جمعية القلاع الاسكتلندية
- مستكشف القلعة
- CastleStories - مستكشف خرائط Google
- دليل القلاع الاسكتلندية
- خريطة القلعة الاسكتلندية التفاعلية (مع روابط لمقالات ويكيبيديا للقلاع والروابط الجغرافية لخرائط Google عرض الأرض)
- يوجد فهرس لأطلال القلعة في "الدليل الوطني الملكي لأسكتلندا" (1915). قائمة أطلال القلعة "الدليل الوطني الملكي لأسكتلندا" (1915) ص. التاسع عشر